# تپه پامبوقلی
تپه پامبوقلی مربوط به دوره اشکانیان است و در شهرستان گرمی، بخش مرکزی، دهستان اجارود شمالی، روستای صغیرلو واقع شده و این اثر در تاریخ ۱۲ شهریور ۱۳۸۶ با شمارهٔ ثبت ۱۹۳۸۵ به‌عنوان یکی از آثار ملی ایران به ثبت رسیده است.